# Королёвка (Омская область)
Королёвка — деревня в Омском районе Омской области, в составе Петровского сельского поселения.

## История
Основана в 1925 году. В 1928 г. выселок Королевка состоял из 15 хозяйств, основное население — русские. В составе Демьяновского сельсовета Бородинского района Омского округа Сибирского края.

## Население
| 2006 | 2010 |
| ---- | ---- |
| 191  | ↘149 |